# Erythmelus schilleri
Erythmelus schilleri är en stekelart som beskrevs av Girault 1931. Erythmelus schilleri ingår i släktet Erythmelus och familjen dvärgsteklar. Inga underarter finns listade i Catalogue of Life.